# دسپورو
دسپورو (به انگلیسی: Despero) یک شخصیت خیالی ابرشرور در کتاب‌های کامیک آمریکایی منتشر شده توسط دی‌سی کامیکس است. شخصیت دسپورو توسط نویسنده گاردنر فاکس و طراح مایک سکووسکی خلق شده است که برای اولین بار در شمارهٔ ۱ از مجموعه لیگ عدالت آمریکا (اکتبر ۱۹۶۰) حضور پیدا کرد. او یکی از قدیمی‌ترین دشمنان سپاه گرین لانترن، لیگ عدالت و شخصیت مارشن من‌هانتر محسوب می‌شود.
شخصیت دسپورو در دنیای مشترک ارو ورس و مجموعهٔ تلویزیونی فلش، در قسمت پنج بخشی «آرماگدون» با نقش‌آفرینی تونی کارن ظاهر شد.